# فحش
اَلْفُحْشُ هو أي بيان أو فعل يسيء بشدة إلى الأخلاق السائدة، أو الألفاظ نابية، أو بشكل آخر يشير إلى المحرمات، غير اللائقة، البغيضة، أو المثيرة للاشمئزاز، وخصوصا المشؤومة.
وفي السياق القانوني، غالبا ما يستعمل مصطلح الفحش لوصف العبارات (الكلمات، الصور، الأفعال) ذات الطابع الجنسي الصريح.
وتعريف الفحش يختلف من ثقافة أو بيئة إلى أخرى، في المجتمعات ضمن ثقافة واحدة، وكذلك بين الأفراد في تلك المجتمعات. وقد أنتجت العديد من الثقافات قوانين لتحديد ما يعتبر فاحش، وغالبا ما تستخدم الرقابة في محاولة للقمع أو السيطرة على المواد التي هي فاحشة تحت هذه التعاريف.

## الفحش في منظور الإسلام
الفحش خلق مذموم، وصفة سيئة تأباها الفطرة الإنسانية السوية، ويرفضها الإسلام، وينهى عنها.
(والفحش، والبذاء، مذموم كله، وليس من أخلاق المؤمنين. وقد روى مالك عن يحيى بن سعيد أن عيسى بن مريم لقي خنزيراً في طريق فقال له: انفذ بسلام. فقيل له: تقول هذا لخنزير؟ فقال عيسى ابن مريم: إني أخاف أن أعود لساني المنطق السوء. فينبغي لمن ألهمه الله رشده، أن يجنبه ويعود لسانه طيب القول، ويقتدي في ذلك بالأنبياء عليهم السلام، فهم الأسوة الحسنة. وفي حديث عائشة أنه، لا غِيبة في الفاسق المعلن، وإن ذكر بقبيح أفعاله. وفيه: جواز مصانعة الفاسق، وإلانة القول لمنفعة ترجى منه).
وأصل هذه المادة:(الفحش) يدلُّ على قُبح في شيء وشَناعَة، وكل شيء جاوز الحد فهو فاحش، وأفحش الرجل أتى بالفحش، وهو القول السيئ، وتفحش في كلامه.

### تعريف الفُحْش
هو ما ينفر عنه الطبع السليم، ويستنقصه العقل المستقيم.
وقال الراغب: (الفحش، والفحشاء، والفاحشة: ما عظم قبحه، من الأفعال، والأقوال).
(وقال الحرالي: ما يكرهه الطبع من رذائل الأعمال الظاهرة، كما ينكره العقل ويستخبثه الشرع، فيتفق في حكمه آيات الله الثلاث، من الشرع، والعقل والطبع، وبذلك يفحش الفعل).
ومن معاني الفحش: القٌبْح والبَذاءة، فالبذاء هو الكلام القبيح. والبَذِيء: الرجل الفاحش اللسان. والبذاءة هي الفحش والقبح في المنطق وإن كان الكلام صدقًا.
وقال الكفوي: البذاء (هو التعبير عن الأمور المستقبحة، بالعبارات الصريحة).
وقال أبو هلال العسكري: (إنَّ الفاحش الشديد القبح، ويستعمل القبح في الصور فيقال: القرد قبيح الصورة، ولا يقال فاحش الصورة، ويقال: هو فاحش القبح، وهو فاحش الطول، وكلُّ شيء جاوز حدَّ الاعتدال مجاوزة شديدةً فهو فاحش، وليس كذلك القبيح).

### صور ومعاني الفحش والفحشاء
تطلق لفظة الفحش والفحشاء على عدة أمور منها:
1. تطلق على كلِّ خصلة قبيحة من الأقوال والأفعال:
قال ابن الجوزي في تفسيره لقوله تعالى: ﴿وَالَّذِينَ إِذَا فَعَلُوا فَاحِشَةً أَوْ ظَلَمُوا أَنْفُسَهُمْ﴾ [آل عمران:135]: (والفاحشة القبيحة، وكل شيء جاوز قدره فهو فاحش، والمراد بها هاهنا قولان أحدهما: أنها الزنى، قاله جابر بن زيد والسدي ومقاتل.
والثاني: أنها كل كبيرة: قاله جماعة من المفسرين).[12]
وقال الآلوسي: (قيل: الفاحشة المعصية الفعلية، وظلم النفس المعصية القولية، وقيل الفاحشة ما يتعدى، ومنه إفشاء الذنب؛ لأنَّه سبب اجتراء الناس عليه، ووقوعهم فيه، وظلم النفس ما ليس كذلك، وقيل: الفاحشة كلُّ ما يشتد قبحه من المعاصي والذنوب، وتقال لكل خصلة قبيحة من الأقوال والأفعال.[13]
2. وتطلق على كل أمر لا يكون موافقًا للحد والقدر:
قال ابن جرير: (وأصل الفحش: القبح، والخروج عن الحد والمقدار في كلِّ شيء. ومنه قيل للطويل المفرط الطول:إنه لفاحش الطول، يراد به: قبيح الطول، خارج عن المقدار المستحسن. ومنه قيل للكلام القبيح غير القصد: كلام فاحش، وقيل للمتكلم به: أفحش في كلامه، إذا نطق بفُحش).[14]
3. إطلاقها على الزنا:
قال تعالى: ﴿وَلَا تَقْرَبُوا الزِّنَى إِنَّهُ كَانَ فَاحِشَةً وَسَاءَ سَبِيلًا ۝٣٢﴾ [الإسراء:32]، وقال عز من قائل: ﴿إِلَّا أَنْ يَأْتِينَ بِفَاحِشَةٍ مُبَيِّنَةٍ﴾ [الطلاق:1].
(قال ابن بكير: إذا نعتت الفاحشة بمبينة، فهي من باب البذاء باللسان، وإذا لم تنعت وأطلقت فهي الزنى، وقيل إذا كانت الفاحشة بالألف واللام فهي الزنى، واللواط).[15]
وقال ابن الأثير: (وكثيرًا ما ترد الفاحشة بمعنى الزنا).[16]
4. وتطلق على البخيل، الفاحش:
قال طرفة بن العبد: أرى الموت يعتام الكرام ويصطفيعقيلة مال الفاحش المتشدد
يعني: الذي جاوز الحدَّ في البخل، وقال ابن بري: الفاحش، السيئ الخلق، المتشدد البخيل.[17]
5. وتطلق على الفحش في الكلام:
والفحش في الكلام:
  1. إما أن يكون بمعنى السب والشتم وقول الخنا، كما في حديث عبد الله بن عمرو ، قال: «لم يكن النَّبي ﷺ فاحشًا ولا متفحشًا...».
  2. وإما أن يكون بالتعدي في القول والجواب، كما في حديث عائشة، رضي الله عنها: «أنَّ يهودًا أتوا النَّبي ﷺ فقالوا: السام عليكم. فقالت عائشة: عليكم، ولعنكم الله، وغضب الله عليكم. قال: مهلا يا عائشة، عليك بالرفق، وإياك والعنف والفحش. قالت: أولم تسمع ما قالوا؟ قال: أولم تسمعي ما قلت؟ رددت عليهم، فيستجاب لي فيهم، ولا يستجاب لهم في».[18]
وقال الماوردي: (وما قدح في الأعراض من الكلام نوعان: أحدهما: ما قدح في عرض صاحبه ولم يتجاوزه إلى غيره، وذلك شيئان: الكذب وفحش القول. والثاني: ما تجاوزه إلى غيره، وذلك أربعة أشياء: الغِيبة والنَّمِيمَة والسعاية والسب بقذف أو شتم. وربما كان السب أنكاها للقلوب، وأبلغها أثرًا في النفوس. ولذلك زجر الله عنه بالحدِّ تغليظًا، وبالتفسيق تشديدًا وتصعيبًا. وقد يكون ذلك لأحد شيئين: إما انتقام يصدر عن سفه، أو بذاء يحدث عن لؤم. وقد روى أبو سلمة عن أبي هريرة أن النَّبي صلى الله عليه وسلم قال: «المؤمن غر كريم، والفاجر خب لئيم».[19] وقال ابن المقفع: الاستطالة لسان الجهال. وكف النفس عن هذه الحال بما يصدها من الزواجر أسلم، وهو بذوي المروءة أجمل).[20]
  3. وإمَّا بالتعبير عن الأمور المستقبحة بعبارة صريحة:
بعض الناس يستخدم عبارات يقبح استخدامها، حتى لو كانت هذه العبارات مطابقة للواقع ينبغي تجنبها، وعليه أن يستعمل الكناية، وأن لا يصرح به، ويعبر عنه بكلام يفهم منه المقصود، قال النووي: (قال العلماء: فينبغي أن يستعمل في هذا وما أشبهه من العبارات التي يستحيى من ذكرها بصريح اسمها، الكنايات المفهمة، فيكني عن جماع المرأة؛ بالإفضاء، والدخول، والمعاشرة، والوقاع، ونحوها... وكذلك يكني عن البول والتغوط، بقضاء الحاجة، والذهاب إلى الخلاء، ولا يصرح بالخراءة والبول ونحوهما، وكذلك ذكر العيوب؛ كالبرص، والبخر، والصنان، وغيرها، يعبر عنها بعبارات جميلة يفهم منها الغرض، ويلحق بما ذكرناه من الأمثلة ما سواه. واعلم أنَّ هذا كلَّه إذا لم تدع حاجة إلى التصريح بصريح اسمه، فإن دعت حاجة لغرض البيان والتعليم، وخيف أن المخاطب لا يفهم المجاز، أو يفهم غير المراد، صُرِّح حينئذ باسمه الصريح ليحصل الإفهام الحقيقي، وعلى هذا يحمل ما جاء في الأحاديث من التصريح بمثل هذا، فإنَّ ذلك محمول على الحاجة كما ذكرنا، فإن تحصيل الإفهام في هذا أولى من مراعاة مجرد الأدب).[21]
وقال الغزالي: (فإنَّ لأهل الفساد عبارات صريحة فاحشة يستعملونها فيه، وأهل الصلاح يتحاشون عنها بل يكنون عنها، ويدلون عليها بالرموز، فيذكرون ما يقرِّبها ويتعلق بها، وقال ابن عباس: إنَّ الله حيِّيٌ كريم، يعفو ويكنو، كنى باللمس عن الجماع، فالمسيس واللمس، والدخول والصحبة، كنايات عن الوقاع وليست بفاحشة، وهناك عبارات فاحشة، يستقبح ذكرها ويستعمل أكثرها في الشتم والتعيير، وهذه العبارات متفاوتة في الفحش، وبعضها أفحش من بعض، وربما اختلف ذلك بعادة البلاد، وأوائلها مكروهة وأواخرها محظورة وبينهما درجات يتردد فيها، وليس يختص هذا بالوقاع، بل بالكناية بقضاء الحاجة عن البول والغائط أولى من لفظ التغوط والخراء وغيرهما، فإنَّ هذا أيضًا ما يخفى، وكل ما يخفى يستحيا منه فلا ينبغي أن يذكر ألفاظه الصريحة فإنَّه فحش، وكذلك يستحسن في العادة الكناية عن النساء، فلا يقال قالت زوجتك كذا، بل يقال: قيل في الحجرة، أو من وراء الستر، أو قالت أم الأولاد، فالتلطف في هذه الألفاظ محمود، والتصريح فيها يفضي إلى الفحش، وكذلك من به عيوب يستحيا منها، فلا ينبغي أن يعبر عنها بصريح لفظها كالبرص، والقرع، والبواسير، بل يقال: العارض الذي يشكوه وما يجري مجراه، فالتصريح بذلك داخل في الفحش، وجميع ذلك من آفات اللسان).[22]

### النهي عن الفحش وذمه في الشرع

#### في القرآن
1. قال تعالى: ﴿إِنَّ اللَّهَ يَأْمُرُ بِالْعَدْلِ وَالْإِحْسَانِ وَإِيتَاءِ ذِي الْقُرْبَى وَيَنْهَى عَنِ الْفَحْشَاءِ وَالْمُنْكَرِ وَالْبَغْيِ يَعِظُكُمْ لَعَلَّكُمْ تَذَكَّرُونَ ۝٩٠﴾ [النحل:90].
(قوله: {وَيَنْهَى عَنِ الْفَحْشَاءِ} وهو كل ذنب عظيم استفحشته الشرائع والفطر كالشرك بالله والقتل بغير حق والزنا والسرقة والعجب والكبر واحتقار الخلق وغير ذلك من الفواحش.).[23]
2. وقال تعالى: ﴿اتْلُ مَا أُوحِيَ إِلَيْكَ مِنَ الْكِتَابِ وَأَقِمِ الصَّلَاةَ إِنَّ الصَّلَاةَ تَنْهَى عَنِ الْفَحْشَاءِ وَالْمُنْكَرِ وَلَذِكْرُ اللَّهِ أَكْبَرُ وَاللَّهُ يَعْلَمُ مَا تَصْنَعُونَ ۝٤٥﴾ [العنكبوت:45].
والفحشاء: كل ما استعظم واستفحش من المعاصي التي تشتهيها النفوس.
والمنكر: كل معصية تنكرها العقول والفطر.
ووجه كون الصلاة تنهى عن الفحشاء والمنكر، أن العبد المقيم لها، المتمم لأركانها وشروطها وخشوعها، يستنير قلبه، ويتطهر فؤاده، ويزداد إيمانه، وتقوى رغبته في الخير، وتقل أو تعدم رغبته في الشر، فبالضرورة، مداومتها والمحافظة عليها على هذا الوجه، تنهى عن الفحشاء والمنكر، فهذا من أعظم مقاصدها وثمراتها.[23]

#### في السنة النبوية
1. عن عبد الله بن مسعود  قال: قال رسول الله ﷺ: «ليس المؤمن بالطعان، ولا اللعان، ولا الفاحش، ولا البذيء».[24]
قال ابن بطال في قوله: (... ((ولا الفاحش)). أي: فاعل الفحش أو قائله. وفي النهاية أي: من له الفحش في كلامه، وفعاله، قيل أي: الشاتم. والظاهر أنَّ المراد به الشتم القبيح الذي يقبح ذكره. ((ولا البذيء))... وهو الذي لا حياء له، كما قاله بعض الشُرَّاح. وفي النهاية: البذاء بالمد، الفحش في القول، وهو بذيء اللسان، وقد يقال بالهمز وليس بكثير. اهـ. فعلى هذا يخص الفاحش بالفعل لئلا يلزم التكرار، أو يحمل على العموم، والثاني يكون تخصيصًا بعد تعميم بزيادة الاهتمام به؛ لأنه متعد).[25]
2. وعن عائشة  قالت: «استأذن رجل على رسول الله ﷺ، فقال: ائذنوا له، بئس أخو العشيرة أو ابن العشيرة، فلما دخل ألان له الكلام. قلت: يا رسول الله، قلت الذي قلت ثم ألنت له الكلام. قال: أي عائشة، إنَّ شرَّ الناس من تركه الناس- أو ودعه- الناس اتقاء فحشه».[18]
(قال الخطابي: جمع هذا الحديث علمًا وأدبًا، وليس في قول النَّبي ﷺ في أمته بالأمور التي يسميهم بها، ويضيفها إليهم من المكروه غِيبة، وإنَّما يكون ذلك من بعضهم في بعض، بل الواجب عليه أن يبين ذلك، ويفصح به، ويعرف النَّاس أمره، فإنَّ ذلك من باب النصيحة، والشفقة على الأمة، ولكنه لما جبل عليه من الكرم، وأعطيه من حسن الخلق، أظهر له البشاشة، ولم يجبهه بالمكروه؛ لتقتدي به أمته في اتقاء شرِّ مَن هذا سبيله وفي مداراته؛ ليسلموا من شرِّه وغائلته).[26]
3. قال ﷺ: «إنَّ الله تَعَالى يبغض الْفاحِشَ المتَفَحِّشَ».[27]
4. وقال ﷺ أيضًا: «إنَّ شرِّ الناس منزلةً عند الله يوم القيامة، من تُرك اتقاء فحشه».[18]

### من أقوال العلماء والصحابة الكرام
-قال الأحنف بن قيس: (أولا أخبركم بأدوأ الداء: اللسان البذيء، والخلق الدنيء).
و(رأى أبو الدرداء  امرأة سليطة اللسان، فقال: لو كانت هذه خرساء، كان خيرًا لها).
- وقال عبد الله بن مسعود : (ألأَمُ خُلق المؤمن: الفُحْش).
- وقال ابن حبان البستي: (إنَّ الوقح إذا لزم البذاء، كان وجود الخير منه معدومًا، وتواتر الشر منه موجودًا، لأنَّ الحياء هو الحائل بين المرء وبين المزجورات كلها، فبقوة الحياء يضعف ارتكابه إياها، وبضعف الحياء تقوى مباشرته إياها).
- وعن ابن عائشة، عن أبيه؛ قال: (قال بعض الحكماء: لا تضع معروفك عند فاحش، ولا أحمق، ولا لئيم؛ فإن الفاحش يرى ذلك ضعفًا، والأحمق لا يعرف قدر ما أتيت إليه، واللئيم سبخة لا ينبت ولا يثمر، ولكن إذا أصبت المؤمن؛ فازرعه معروفك تحصد به شكرًا).
- وقال الماوردي: (ومما يجري مجرى فحش القول وهُجْره في وجوب اجتنابه، ولزوم تنكبه، ما كان شنيع البديهة، مستنكر الظاهر، وإن كان عقب التأمل سليمًا، وبعد الكشف والرويَّة مستقيمًا).

### مسببات الفحش ودواعيه
1- مخالطة الفٌسَّاق، ورفقاء السوء وأهل البذاءة.
(ولذا يجب على المسلم مجانبة أهل الباطل والفحش، وأن يبحث عن أهل الخير ليخالطهم، ويستمع إلى الكلمة الطيبة منهم، لتصفو بها نفسه؛ لأنَّ المؤمنين الأتقياء أصحاب الكلمة الطيبة الكريمة الفاضلة، يجعلون كلامهم من وراء قلوبهم، يمحصون الكلمة، فإن أرضت الله أمضوها على ألسنتهم، وإلا استغفروا الله وصمتوا، فهم لا يتكلمون بالكلمة النابية، ولا يلعنون ولا يسبون).
2- السفاهة والجهل وخبث النفس واللؤم:
قال القرطبي: (والبذي اللسان يسمَّى سفيهًا؛ لأنَّه لا تكاد تتفق البذاءة إلا في جهال الناس، وأصحاب العقول الخفيفة).
وقال الراغب الأصفهاني: (البذاء: الكلام القبيح، ويكون من القوة الشهوية طورًا؛ كالرفث والسخف، ويكون من القوة الغَضَبية طورًا، فمتى كان معه استعانة بالقوة الفكرة يكون فيه السباب، ومتى كان من مجرد الغَضَب كان صوتًا مجردًا لا يفيد نطقًا، كما ترى كثيرًا ممن فار غضبه وهاج هائجه).
قال الشاعر:
وقال آخر:
3- الغضب والثأر للنفس ورد الفعل بقصد الإيذاء أو الانتقام.
قد يكون الكلام الفاحش (لردة فعل من تصرف أو قول ضدك، فتثور نفسك لتثأر لما سمعته من إيذاء، أو قابلته من تصرف مشين. وقد قال صلى الله عليه وسلم لجابر بن سليم: ((وإن امرؤ شتمك، أو عيَّرك بشيء يعلمه فيك، فلا تعيِّره بشيء تعلمه فيه، ودعه يكون وباله عليه وأجره لك فلا تسبنَّ شيئًا)).
وما أجمل اللجوء إلى الهدوء لمعالجة هذه القضايا بالتي هي أحسن، وبال[[حكمة والموعظة الحسنة، وفي ذلك خزيٌ للشيطان الذي يتربص بالإنسان المؤمن، فإذا غضب المؤمن كانت فرصة الشيطان في غرس الشقاق، وإذهاب المودة والمحبة بين الإخوان).
وقال طلحة بن عبيد الله:

## قراءة إضافية
- FEPP
- Regina v. Hicklin, 3 Queens Bench 360, 362 (1868).
- United States v. One Book Called "Ulysses", 5 F. Supp. 182, 183–185 (S.D.N.Y. 1933) affirmed, United States v. One Book Entitled Ulysses by James Joyce, 72 F.2d 705, 706–707 (2d Cir. 1934)
- American Civil Liberties Union report
- Cho, Christina, Commerato, Kim & Heins, Marjorie (2003) Free Expression in Arts and Funding: a public policy report. New York: FEPP; pp. 38–39[وصلة مكسورة]
- Sex and violence in crime films
- Miller v. California, 413 U.S. 15, 24 (1973)
- Child pornography[وصلة مكسورة]

## وصلات خارجية
- Chapter 71 of Part I of Title 18 of the كود الولايات المتحدة, relating to obscenity. Hosted by the Legal Information Institute.
- "A resource for educating the public and reporting violations of internet obscenity laws"
- 2005, Senate Commerce, Science & Transportation Cmte. Hearing on Decency in the Media archive at CSpan.  نسخة محفوظة 16 مايو 2006 على موقع واي باك مشين.
- Ethical Spectacle article on problems with definition of obscenity
- "Under Color of Law: Obscenity vs. First Amendment" Nexus Journal (جامعة تشابمان Law School) article on problems with definition of obscenity.
- Truetales.org report on "recent FBI obscenity raids" (2005-10-24)
- Model Citizenship نسخة محفوظة 1 أغسطس 2010 على موقع واي باك مشين. - Real-life Examples of Obscene and Sociably Unacceptable Behavior